# Charles Clarke (Politiker)

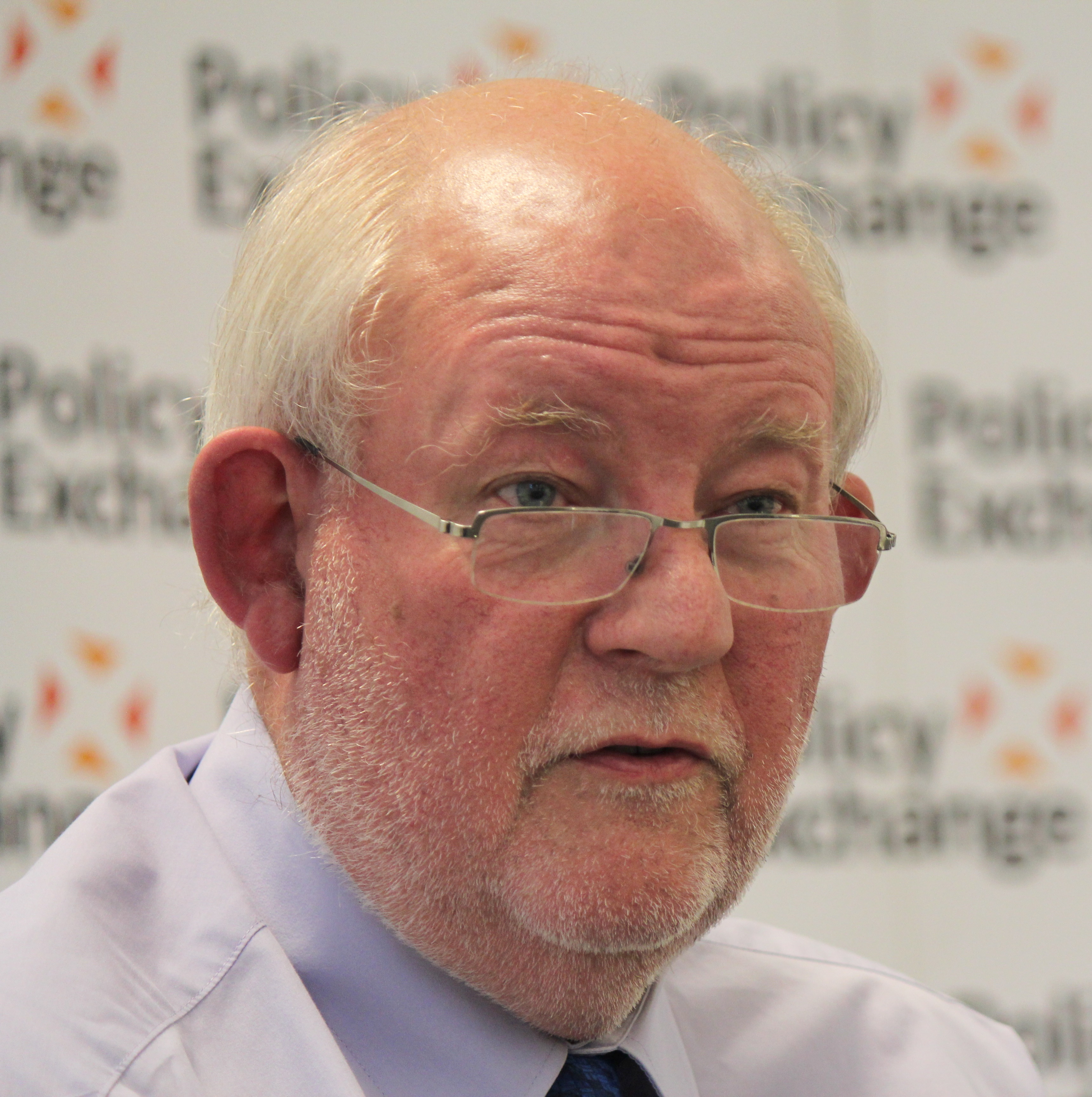
Charles Clarke, 2014

Charles Rodway Clarke (* 21. September 1950 in London) ist ein britischer Politiker (Labour Party) und von Dezember 2004 bis Mai 2006 Innenminister in der Regierung Blair.
Clarke war von 1997 bis 2010 Mitglied des House of Commons und wurde 2001 Minister ohne Geschäftsbereich. 2002 wurde er Bildungsminister, bevor er am 15. Dezember 2004, nach dem Rücktritt von David Blunkett, zum Innenminister ernannt wurde.
Nach einer herben Niederlage bei den britischen Kommunalwahlen am 25. April 2006 für die Labour-Partei reagierte Premierminister Tony Blair mit einer Kabinettsumbildung und entließ unter anderem Charles Clarke als Innenminister. Bis dahin galt Clarke als einer der stärksten Minister des damaligen Kabinetts. Zuletzt geriet dieser aber in die Kritik, da er dafür verantwortlich gemacht wurde 1000 ausländische Straftäter nach ihrer Haft nicht abgeschoben zu haben, so dass einige von ihnen erneut in Großbritannien straffällig wurden. Er zeichnete außerdem maßgeblich dafür verantwortlich, das Europaparlament zur weitreichenden Akzeptanz einer Richtlinie über die Vorratsdatenspeicherung von Kommunikationsdaten zu bewegen.